# Marché central de Ljubljana
Le marché central de Ljubljana (en slovène : Osrednja ljubljanska tržnica) est un marché couvert situé à Ljubljana, en Slovénie. Le bâtiment du marché au bord de la rivière, parfois appelé marché de Plečnik (en slovène : Plečnikova tržnica), a été conçu par Jože Plečnik entre 1931 et 1939. Il s'étend entre le Triple Pont et le Pont des Dragons, sur la rive droite de la rivière Ljubljanica. Le marché et la place Vodnik (en slovène : Vodnikov trg), où il se trouve, sont des monuments culturels d'importance nationale.

## Histoire
Le tremblement de terre de 1895 a détruit un ancien monastère avec un collège diocésain de filles. Après le démantèlement du bâtiment endommagé, la place Vodnik a servi de lieu de marché en plein air. Le bâtiment actuel du marché, conçu par l'architecte Jože Plečnik, a été construit entre 1940 et 1942, Il avait à l'origine une superficie de 1 876 mètres carrés.
La conception du complexe reflète les influences de la Renaissance. Il a été conçu comme une halle de marché à deux étages suivant la courbe du fleuve. Du côté donnant sur le fleuve, les halles du marché ont de grandes fenêtres en plein cintre, tandis que le côté rue est délimité par une colonnade. Afin d'offrir des vues sur le fleuve, le bâtiment est interrompu par deux loggias à colonnes ouvertes. Le toit est recouvert de tuiles en béton.
Plečnik prévoyait de combler le vide intermédiaire entre les halles du marché avec un pont couvert monumental pour se connecter au quai de Petkovšek, mais sa conception n'a jamais été construite. Ses plans pour un pont ont finalement été réalisés en juillet 2010, lorsque le nouveau pont des Bouchers a été inauguré.

## Marché

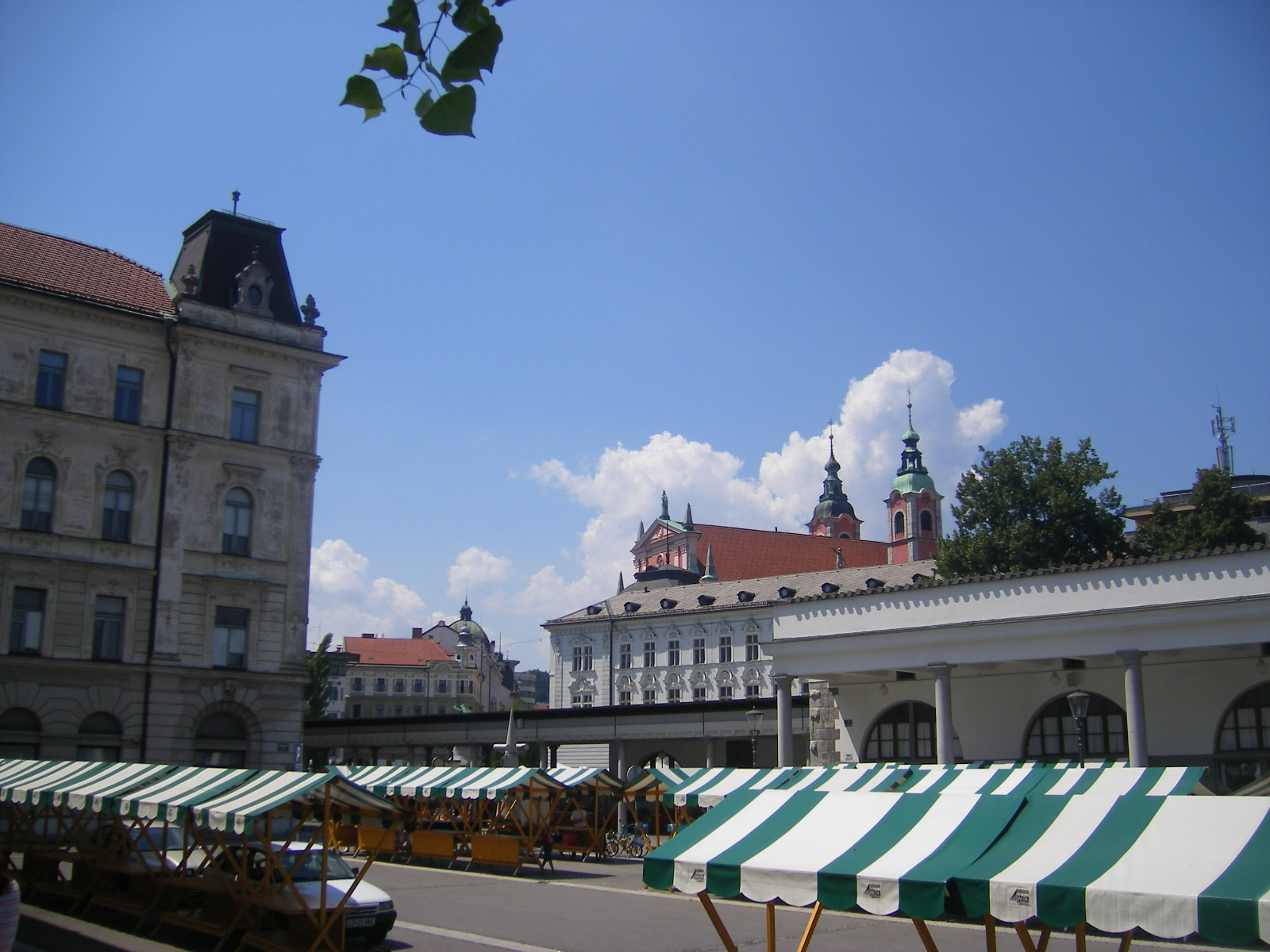
Marché ouvert sur la place Pogačar

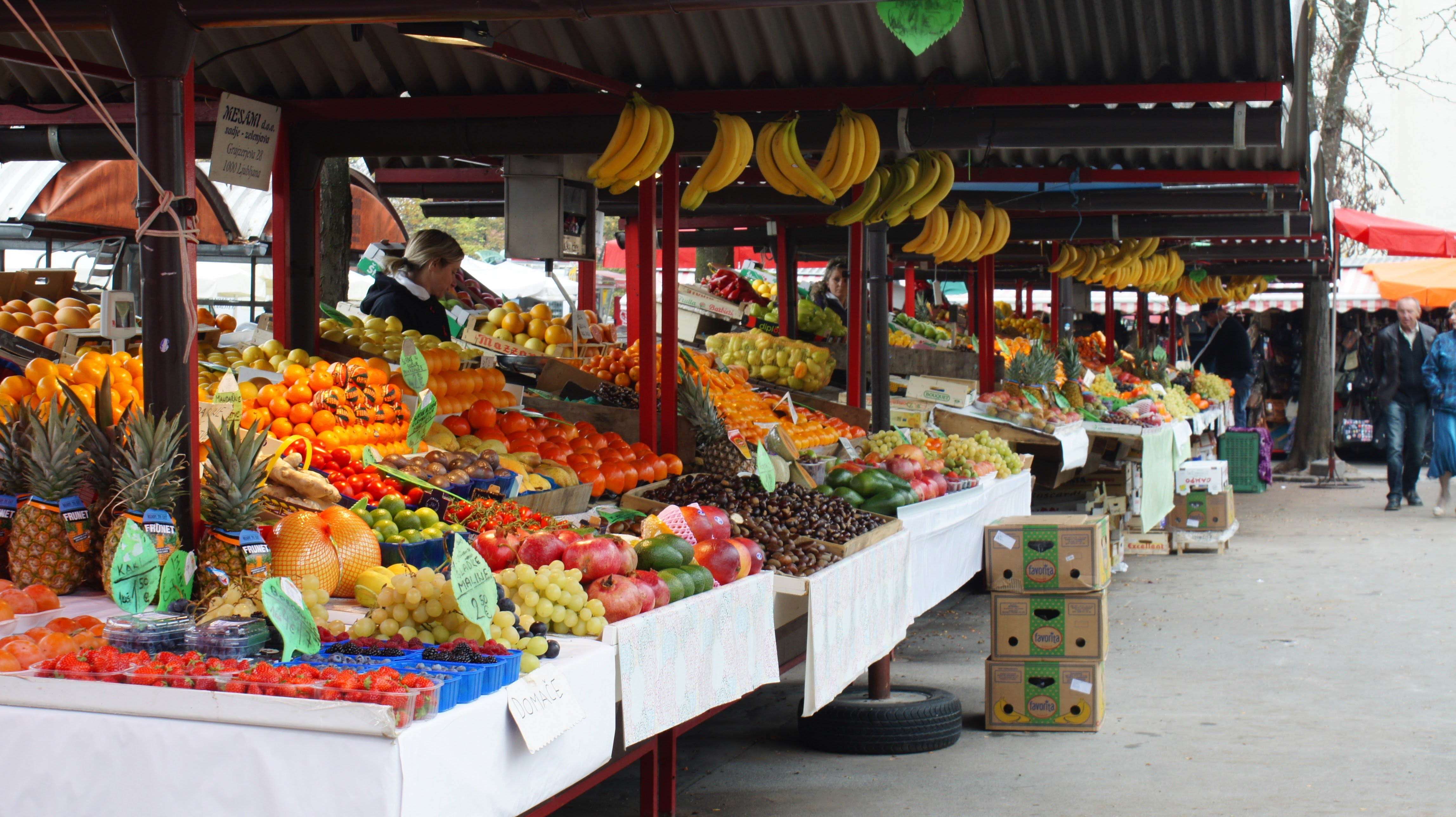
Étals de fruits au marché

Le marché est ouvert tous les jours sauf le dimanche. Il comporte un marché aux fleurs, un marché aux poissons et aux fruits au niveau inférieur de la halle du marché et des étals de boulangerie, de produits laitiers et de viande sur les deux niveaux. La colonnade à l'extrémité du Triple Pont abrite des étals vendant des herbes, des épices et des objets d'art et d'artisanat.
À partir d'octobre 2008, le marché a été provisoirement protégé par le ministère slovène de la culture Vasko Simoniti (en) comme monument culturel d'importance nationale. Le décret a été annulé par son successeur Majda Širca (en) en février 2009. En mars 2012, la protection au niveau de l'État a été réédictée par Žiga Turk pour un an avec la protection du site archéologique de la place Vodnik. Il est contesté par la municipalité de la ville de Ljubljana , visant à construire un parking en dessous, depuis juin 2012 devant la Cour constitutionnelle slovène. La protection a été approuvée par l'initiative civile Nous n'abandonnons pas le marché (slovène : Tržnice ne damo).